# Curcuma coriacea
Curcuma coriacea är en enhjärtbladig växtart som beskrevs av Mangaly och M.Sabu. Curcuma coriacea ingår i släktet Curcuma och familjen Zingiberaceae. Inga underarter finns listade i Catalogue of Life.